# International Martial Arts Federation

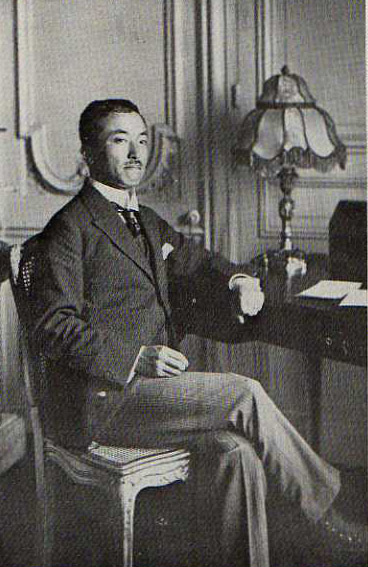
Le prince Higashikuni, second président de l'IMAF, grand cordon de l'Ordre du Chrysanthème.

L'International Martial Arts Federation (IMAF), en japonais Kokusai Budoin Kokusai Budo Renmei (国際武道院・国際武道連盟) est l'émanation de le Dai Nippon Butokukai fondée en 1952. Elle est actuellement présidée par le prince Yasuhisa Tokugawa descendant du dernier shogun du japon, Tokugawa Yoshinobu (1837-1913). Son siège est à Tokyo mais l'IMAF est également présente dans 17 pays à travers le monde. Le Dai Nippon Butokukai lui a délégué le pouvoir de délivrer les titres de Renshi, Kyoshi, Hanshi et Meijin en son nom.

## Présidents successifs
- Prince Kaya Tsunenori
- Prince Naruhiko Higashikuni
- Prince Yasuhisa Tokugawa

## Membres fondateurs du Dai Nippon Butokukai
- Kyuzo Mifune, Hanshi, Meijin Judo
- Kazuo Ito, Hanshi, Meijin Judo
- Shizuya Sato, Hanshi, Meijin Nihon Jujutsu
- Hakudo Nakayama, Hanshi, Meijin Kendo
- Hiromasa Takano, Meijin Kendo
- Hironori Ōtsuka, Meijin Karatedo

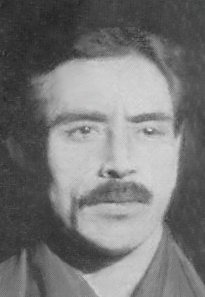
Kyūzō Mifune, Hanshi, Meijin, 10e dan
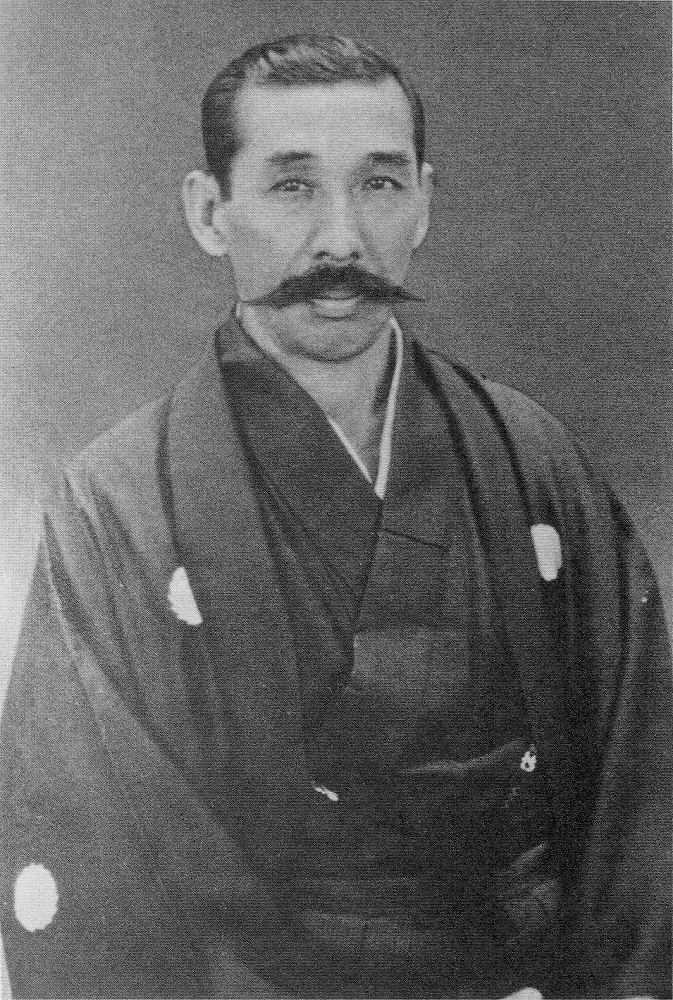
Hakudo Nakayama, Hanshi, Meijin, 10e dan

## Autres membres de 1952 à nos jours
- Gogen Yamaguchi, Hanshi[2] Karatedo
- Hirokazu Kanazawa, Hanshi, Meijin Karatedo
- Kazuo Sakai, Hanshi, Meijin Karatedo
- Katsuo Yamaguchi, Hanshi, Meijin Iaido
- Kisshomaru Ueshiba, Aikikai Aikido, fils du fondateur de l'Aïkido, Morihei Ueshiba.
- Minoru Mochizuki, Hanshi Aikido
- Kenji Tomiki, Hanshi Aikido
- Gozo Shioda, Hanshi, Meijin Aikido
- Tadao Ochia, Hanshi Iaido
- Seirin Tsumaki, Hanshi Kobudo
- Terukata Kawabata, Hanshi, Meijin Kobudo

## Divisions de l'IMAF
- Judo (柔道)
- Kendo (剣道)
- Karatedo (空手道)
- Aikido (合気道)
- Iaido (居合道)
- Nihon Jujutsu (日本 柔術)
- Kobudo (古武道)